# Anthrax bipunctatus
Anthrax bipunctatus är en tvåvingeart som beskrevs av Fabricius 1805. Anthrax bipunctatus ingår i släktet Anthrax och familjen svävflugor. Inga underarter finns listade i Catalogue of Life.